# Lago Furukawanuma

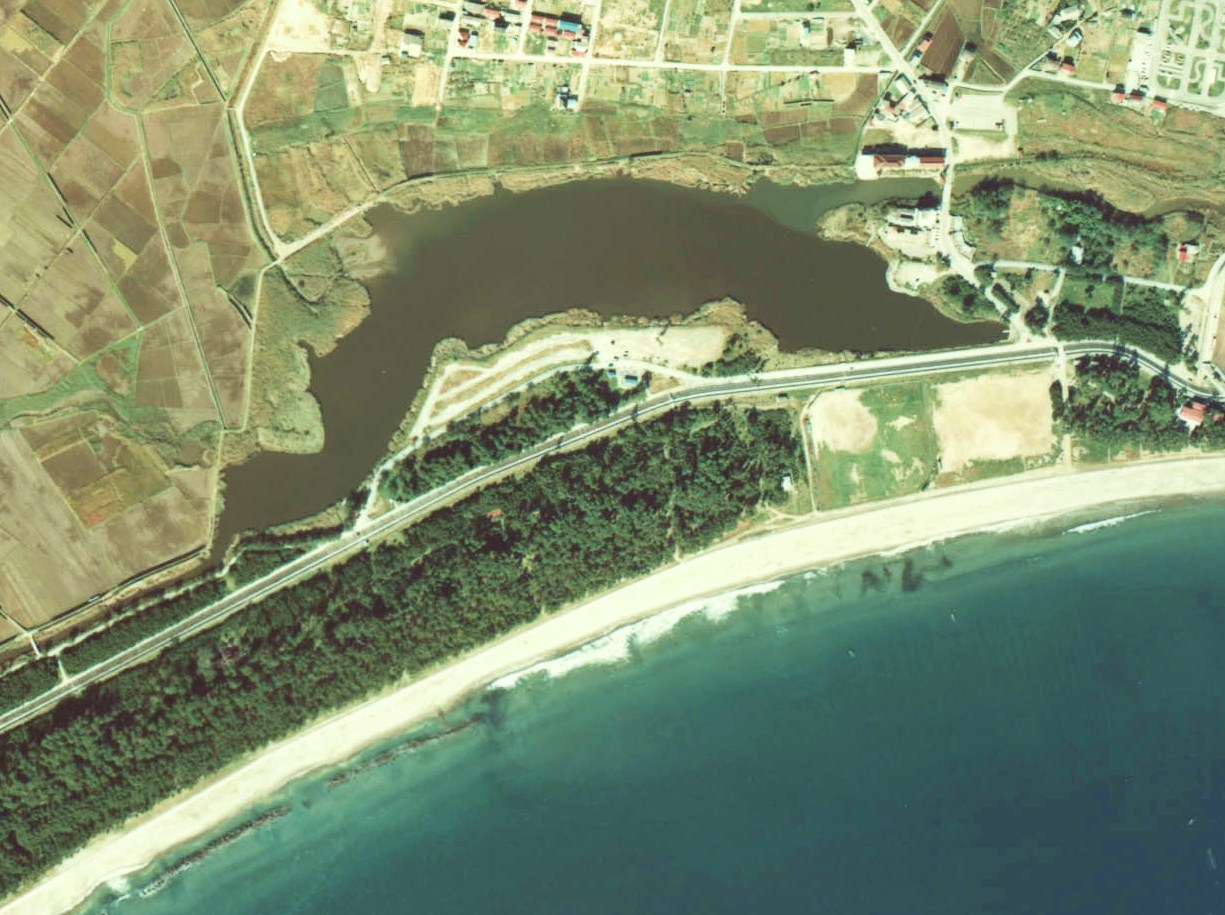
Fotografia aérea do Lago Furukawanuma, datada de 1977

Lago Furukawanuma (古川沼, Furukawanuma) era um lago que existia na cidade de Rikuzentakata, Iwate, Japão, até 11 de março de 2011. Quando o terremoto Tohoku aconteceu, em 2011, a tsunami resultante do abalo sísmico destruiu a parede de areia que separava o lago do mar. A borda ocidental do lago, então, se tornou parte do novo desenho do litoral, e o lago se tornou parte do mar.

## História
Rikuzentakada é a maior planície aluvial ao longo da ria da Costa de Sanriku. A planície começou a formar-se na última fase da era do gelo, quando o nível do mar subiu. Areia foi carregada do rio Kesen para a baía Hirota. Cerca de 7.500 anos atrás, a área de superfície da baía cresceu, com a atual planície se encontrando debaixo d'água. A lama depositada no lago Furukawanuma foi formado pela constituição de colinas feitas de areia, há cerca de 1.000 anos atrás. Pinheiros foram plantados ao longo da costa, no período Edo. A costa Sanriku tem muitas costas ria que são frequentemente alteradas pelas ações de tsunamis. Em 1835, durante a era Tenpo, um tsunami destruiu os pinheiros ali plantados, mas as árvores atuaram como uma barreira contra o impacto das ondas e a cidade de Rikuzen Takata foi salva da força completa das ondas gigantes.
O dano da cidade pelos tsunamis de 1896 e de 1933 foram relativamente pequenos também por causa dos pinheiros, que serviram como uma floresta de controle para a maré. O tsunami chileno, o sismo de Valdivia em 1960, atacou a idade de Sanriku Takada; a ondas vieram sobre as dunas de areia e o dique de três metros de altura, construído em 1908 e localizado na parte norte do lago, em direção ao rio Kawara. As áreas baixas da cidade foram inundadas. Um segmento de 140 metros de comprimento do dique foi destruído, o que formou uma zona alagada de duzentos metros que conectava o lago e o oceano. Através dos esforços de 1500 soldados do Exército Imperial Japonês, um dique foi constrído entre os dois.
O primeiro dique foi construído entre 1960 e 1963, para a proteção dos pinheiros. O segundo dique, de 5,5 metros de altura, foiconstruído entre 1963 e 1966 para proteger a cidade de tsunamis.  A poluição progrediu com a deposição de lamas do rio Kesen no lago durante a maré alta. Anteriormente, a água era própria para banho, mas com o aumento da poluição, o lago passou a produzir um odor repulsivo, e marés vermelhas ocorreram.

### Pesquisa de tsunami
Entre 2006 e 2008, estudos foram feitos para revelar vestígios de depósitos de tsunamis anteriores. Vestígios foram encontrados para os tsunamis de 1611, de 1896 e de 1933, mas não para a ocorrida em 869. Concluiu-se então que o tsunami de 869 não alcançou o lago.

### Desaparecimento
Em 11 de março de 2011, as ondas do tsunami, com mais de dez metros de altura, destruíram dois diques e as dunas de areia, e o lago se tornou parte do mar.